# 萨尔韦斯特罗·德·美第奇
萨尔韦斯特罗·阿拉马诺·德·美第奇（義大利語：Salvestro Alammano de' Medici，1331年—1388年），美第奇家族成员。
1378年萨尔韦斯特罗当选为佛罗伦萨市政委员会主席，但1381年民选政府垮台后，被逐出佛罗伦萨。
他是乔凡尼·德·美第奇的堂兄，乔凡尼是美第奇王朝的创始人。